# Orrmyrberget (naturreservat, Ragunda kommun)
Orrmyrberget är ett naturreservat i Ragunda kommun i Jämtlands län.
Området är naturskyddat sedan 2011 och är 45 hektar stort. Reservatet ligger sydväst om Orrmyrbeget och består av barrblandskog i öster och barrskog med inslag av lövträd i övrigt.